# Antonio Diogene
Antonio Diogene (in greco antico: Ἀντώνιος Διογένης?, Antónios Dioghénes; ... – II secolo circa) è stato un romanziere greco antico.

## Biografia
Le sole informazioni che abbiamo su di lui riguardano il suo romanzo Le incredibili meraviglie al di là di Thule (τῶν ὑπὲρ Θούλην ἀπίστων λόγοι κδʹ).
L'autore viene collocato tra I e II secolo d.C., in ambito romano, come indicato dal prenome Antonio e il nome del dedicatario della lettera prefatoria, un certo Faustino, e in quanto già gli antichi ritenevano che avesse influenzato La storia vera di Luciano.

## Le incredibili meraviglie al di là di Thule
Il romanzo di Antonio Diogene, in 24 libri, è perduto. Oltre ad alcuni frammenti, ne resta però l'epitome che Fozio ne ha fatto nella Biblioteca:
In quell'isola Dinia incontrò una certa Dercillide, donna di razza tiria e d'illustre famiglia, che stava lì con suo fratello di nome Mantinia. Conversando, dunque, Dinia con lei, ne ascoltò le romanzesche vicende e i mali che aveva procurato loro un certo Paapis, sacerdote egiziano.

Per le devastazioni che la sua patria aveva sofferto, costui si era rifugiato a Tiro ed aveva trovato ospitalità presso i genitori di Mantinia e Dercillide. Da principio costui si era dimostrato grato a tutti del bene che ne riceveva, ma poi aveva finito con fare la rovina di tutta la famiglia. Dercillide racconta come col fratello, dopo quel disastro, fosse condotta a Rodi e, di là, per errore trasportata a Creta, poi al paese dei Tirreni e, di nuovo ritornata indietro, andasse ai popoli detti Cimmeri, presso i quali le accadde di vedere l'inferno e di conoscere molte cose che sono presso di loro, sotto la protezione di Mirto, sua antica ancella, che era già morta tempo prima e, dopo morta, istruiva la sua padrona.
Queste cose incomincia Dinia a narrare ad un certo Cimba, arcade di nazione, che gli Arcadi avevano mandato come ambasciatore a Tiro, invitando Dinia a tornare in patria, che era appunto l'Arcadia. Ma poiché l'età avanzata gli impediva ormai il viaggio, qui si finge che racconti tanto le cose che nei suoi viaggi aveva visto egli stesso, quanto quelle che aveva sentito da altri, e specialmente le raccontategli da Dercillide a Thule; e specialmente come, ritornata essa dall'inferno, essendosi già separata dal fratello, fosse giunta, con Cerillo ed Astreo, al sepolcro della Sirena; e quanto essa da Astreo aveva sentito intorno a Pitagora e Mnesnrco; e quanto Astreo aveva sentito da Filotide; e quanto concerneva uno spettro ed una visione favolosa che riguardava i suoi fratelli. A queste cose si aggiunge ciò che Dercillide, ritornando ai suoi viaggi, raccontò ancora, come in Iberia capitò in una città i di cui abitanti di notte vedevano, e di giorno erano ciechi, e le cose che qui Astreo, a forza di suonare il flauto, fece ai nemici di quella città, sicchè poi dagli abitanti della stessa furono congedati benignamente; come passarono tra i Celti, gente immane e stolida, da cui scamparono con l'aiuto di cavalli scamparono, e qui accennava nuove meraviglie, prodotte dal cambiamento di colore che i loro cavalli facevano.

Di là penetrarono nel paese degli Aquitani, presso i quali Dercillide e Cerillo ottennero molti onori, e più ancora Astreo, il quale per l'ingrandire ed rimpicciolire le sue iridi mostrava le varie fasi della luna; e che inoltre giunse a far cessare i contrasti nati fra due re del paese, contendentisi il principato e che, in conformità a tali fasi della luna, succedevano a vicenda nel comando. E per tali cose Astreo si rese caro e ben accetto a quel popolo.

Dinia racconta pure che Dercillide vide e soffrì molte altre cose e singolarmente che giunse presso gli Artabri, dove fanno guerra le donne e gli uomini badano alle faccende domestiche e si occupano delle cose femminili. E parimenti dice quanto presso gli Astori accadde a lei e a Cerillo e quanto specialmente accadde ad Astreo; e come, contro ogni speranza scampati, Cerillo e Dercillide furono minacciati da molti pericoli presso gli Asturi, pur se Cerillo scampò alla pena che per un'antica sua malvagità aveva meritato; per cui, sebbene inaspettatamente fosse rimasto salvo dai mali che allora lo soprastavano, finì poi scarnificato.

Dercillide riferisce ancora ciò che essa vide viaggiando per l'Italia e la Sicilia; come ad Eiice, città della Sicilia, fu presa e condotta davanti a Enesidemo, che allora comandava su Leontini, dove incontrò di nuovo lo scelleratissimo Paapis, che viveva presso Enesidemo; ed inaspettatamente, come conforto dei suoi guai, trovò Mantinia, suo fratello, che, sballottato dalla fortuna da un luogo in un altro luogo, ebbe a raccontare alla sorella mille varie ed incredibili cose di uomini e di altri esseri, e del sole, della luna, e delle piante, e di isole che aveva visto; con cui offrì copiosa materia di favole, che Dinia poi ordinatamente viene narrando all'arcade Cimba.

Aggiunge poi come Mantinia e Dercillide, tolta a Paapis la bisaccia con i suoi libri e con una cassettina di erbe, dalla città di Leontini passarono a Reggio e di là a Metaponto, dove, raggiunti da Astreo, seppero da lui come Paapis li inseguiva; per cui essi andarono con Astreo in Tracia e poi, recandosi egli presso i Massageti dal suo compagno Zamolxi, gli andarono dietro. E qui è detto quello che Astreo vide in quel viaggio e come incontrò Zamolxi, fin da allora venerato presso i Geti come un dio; e quello che Dercillide e Mantinia vollero che Astreo domandasse per loro; e come seppero dall'oracolo che era destinato dal cielo che essi andassero nell'isola di Thule, e che poi dovessero, infine, ritornare alla patria, passando prima per molte tribolazioni e specialmente pagando la pena della loro empietà verso i genitori, pur avendoli abbandonati contro la loro volontà; e la pena doveva consistere nel vivere e morire alternativamente, cioè vivere la notte, e di giorno restare morti.
Dinia riferisce come, avuto questo vaticinio, partirono di là, lasciando Astreo con Zamolxi in somma venerazione presso i Geti; ed espone quanto, cammin facendo verso nord, videro e sentirono di meraviglioso. Queste cose, che Dìnia aveva ascoltato da Dercillide a Thule, egli prosegue ora a raccontare a Cimba.

Ma Paapis, inseguendo Dercillide, giunse a Thule anch'egli e, con la sua arte magica, fece che alternativamente morissero mentre poi sul far della sera tornavano in vita; cosa che egli fece solo con lo sputare ad essi in faccia pubblicamente. Ma un certo Truscano, nativo di Thule, innamorato di Dercillide, vedendola per le male arti di Paapis soggetta a un incomodo così grave, tanto dolore ne ebbe che, assalendo improvvisamente quell'uomo, l'ammazzò a colpi di spada. Questa fu la fine dei mali di quei Tirii. Ma Truscano, vedendo Dercillide giacere come morta, si uccise di sua mano.

Tutte queste ed altre cose simili, come la loro sepoltura e il loro ritorno dalla tomba, gli amori di Mantinia, e quanto per questo accadde loro, e molte altre particolarità della stessa specie, che Dinia aveva udito nell'isola di Thule da Dercillide, viene egli qui raccontando a Cimba; e qui finisce il XXIII libro dell'opera di Antonio Diogene, intitolata Le cose incredibili oltre Thule, della cui isola si parla quasi niente, o poco.

Nel XXIV libro s'introduce Azuli a raccontare le sue avventure, che Dinia poi aggiunge riferendole a Cimba. Ivi si narra come Azuli conobbe la natura delle magie di cui Paapis si serviva a danno di Dercillide e di Mantinia, facendo che di notte si vedessero vivi, e morti di giorno; e come li liberò, imparandone il segreto dal libro che era nella bisaccia di quell'uomo, portatagli via da Mantinia e da Dercillide. Né in quel libro trovò egli soltanto il segreto di questo, ma anche il modo di liberare i loro genitori, che Paapis teneva in coma. Nel cui stato, per violento comando di Paapis a lor danno, i loro due figli stessi li aveano gettati da lungo tempo.

Poi si aggiunge che quei due giovani ritornarono alla patria per richiamare alla vita e alla salute i loro genitori.
Frattanto Dinia, insieme con Carmane e Minisco, divisosi Azuli da essi, andò oltre Thule; e qui si mette a raccontare a Cimba le incredibili cose che in questi suoi nuovi viaggi egli vide, dicendo di avere osservate quelle cose che gli studiosi degli astri sono soliti insegnare. Cioè che alcuni abitano sotto il polo artico, e che lì la notte è di un mese, ed a volte più breve, a volte più lunga, fino a comprenderne sei e durare anche un anno. Non solo la notte poi si prolunga tanto, ma il giorno pure, che là corrisponde proporzionatamente alle notti. Queste ed altre simili cose annuncia e che vi ha trovato uomini e cose che nessun mortale né vide mai, né udì, né mai immaginò nella sua mente. Ma quello che soprattutto è superiore ad ogni credenza è che, andati verso nord ed avvicinatisi alla luna, la videro essere una terra purissima e vi poterono scorgere cose che solamente può scorgere chi immagina una favola tanto strana. Né qui finisce, perché racconta ancora come da Carmane la Sibilla imparasse l'arte del vaticinare; ed ognuno poi vide i suoi desideri e preghiere compiuti sicchè, svegliatosi dal sonno, Dinia dice di essersi trovato nel tempio di Ercole a Tiro e ricongiunto a Dercillide e a Mantinia, che erano lì anch'essi; e come tante altre belle cose, anche questa accadde, che i genitori di quei due giovani furono felicemente richiamati da quel letargo, o piuttosto da quella morte in cui erano assorti, e vissero per sempre felici e contenti.

Tutte queste favole Dinia narrò a Cimba e, tirate fuori alcune tavolette di cipresso, volle che le scrivesse Erasinide, ateniese, compagno di Cimba ed esperto di lettere. Fece poi loro conoscere Derciìlide, che era quella che portò le tavolette accennate, ed incaricò Cimba di fare della storia due esemplari, uno dei quali avrebbe custodito Erasinide, e l'altro Dercillide avrebbe riposto, chiuso in una cassetta, nel sepolcro di Dinia quando fosse morto.

Ora questo Antonio Diogene, che rappresenta Dinia che racconta a Cimba tante favole prodigiose, dice di scrivere le Cose incredibili che erano oltre Thule a Faustino, e le dedica a sua sorella Isidora, donna che si dilettava di lettere. Si professa egli poi poeta della commedia antica; ed aggiunge che, quantunque abbia finto tutte queste cose false ed incredibili, di esse però tiene un elenco degli scritti dai quali egli le ha con gran fatica raccolte e compilate. Perciò in ciascuno di questi suoi libri nomina gli autori che prima le avevano scritto; per cui si vede che anche le cose incredibili hanno il loro autorevole appoggio.

La lettera a sua sorella Isidora sta all'inizio dell'opera, nella quale, mentre dedica l'opera a lei, introduce un certo Balagros a scrivere a sua moglie, di nome Fila, figlia di Antipatro; e fa in modo che racconti come al tempo in cui Alessandro, re dei Macedoni, prese Tiro e quella città fu data alle fiamme, un soldato si presentò ad Alessandro, dicendogli di dovergli mostrare una cosa strana e non immaginabile, e questa degna veramente di esser vista e che si trovava fuori dalla città. Per cui Alessandro, presi con sé Efestione e Parmenione, seguendo il soldato, arrivò a certi sepolcri ipogei di pietra, sopra uno dei quali era l'iscrizione:

LISILLA VISSE ANNI XXXI;

sopra un altro era:

MNASONE FIGLIO DI MANTINIA VISSE ANNI LXVI POI LXXI;

sopra un altro si leggeva:

ARISTIONE FIGLIO DI FILOCLE VISSE ANNI XLII POI LII;

un quarto portava scritto:

MANTINIA FIGLIO DI MNASONE VISSE ANNI XLII E NOTTI LX E CCXCII;

un quinto:

DERCILLIDE FIGLIA DI MNASONE VISSE XXXIX ANNI E NOTTI LX E CCXCII;

il sesto:

DINIA ARCADE VISSE ANNI C E XXV.

Mentre tutti erano meravigliati di queste iscrizioni, tranne che della prima, che non aveva nulla di singolare ed era chiarissima, cominciarono a scorgere nella parete una cassetta di cipresso, avente per iscrizione:

Straniero, chiunque tu sia, apri,

ed apprendi dalle meraviglie.

Dai compagni di Alessandro fu, dunque, aperta la cassetta e vi si trovarono le tavolette di cipresso che, come è evidente, Dercillide, secondo gli ordini di Dinia, vi aveva riposto. Così l'autore introduce Balagro a scrivere alla moglie quando le trasmetteva una copia di quelle tavolette. E quindi, poi, ne riporta il contenuto, che è appunto quanto accennammo Dinia raccontasse a Cimba.»
(Fozio, Biblioteca, cod. 166, trad. A. D'Andria)

## Caratteristiche del romanzo
La narrazione (a doppia cornice, con un sapiente movimento narratologico che possiamo solo intuire dal faticoso riassunto di Fozio) intreccia storie d'amore - seppure molto sullo sfondo - con elementi tipici della paradossografia, raccontando un viaggio immaginario attraverso l'Oriente, l'Europa, l'isola di Tule e luoghi ancora più lontani e meravigliosi: tra l'altro, i viaggi erano presentati in termini realistici e per rendere il racconto più attendibile l'autore aveva inserito numerose citazioni.
Tuttavia, per quanto riguarda l'interpretazione e classificazione dell'opera, gli studiosi si sono posti principalmente due domande correlate.
In primo luogo, per quanto riguarda la natura del romanzo, è ovvio che gli insegnamenti dei pitagorici giochino un certo ruolo nel romanzo. Questo un estratto, riportato appunto da Porfirio:
13. Astreo fu da Mnesarco affidato a Pitagora, che lo accolse, e, dopo aver studiato la sua fisionomia e le emozioni del suo corpo, lo istruì. Prima studiò accuratamente la scienza sulla natura dell'uomo, discernendo la disposizione di tutti quelli che incontrava.»
(Porfirio, Vita di Pitagora, 10-13, con tagli)
Ma il problema, anche in base a queste digressioni, è quello di come leggere il romanzo: come un romanzo di iniziazione, come una storia d'amore, o anche come un racconto di viaggi incredibili. Gli Apista di Antonio Diogene, secondo Rohde, sarebbero un romanzo di formazione pitagorica, quindi di tipo religioso-sacrale.
In secondo luogo, si pone un'altra domanda: il rapporto tra la Storia Vera di Luciano e gli Apista è indiscusso: ma qual è la natura della parodia lucianea? È il ridicolo diretto contro il genere di viaggio pseudostorico o è contro la particolare connotazione religiosa del romanzo? E se è così, Luciano avrebbe offerto una parodia critica del pitagorismo, o di altre dottrine? Klaus Reyhl, esaminando la dipendenza del romanzo lucianeo dagli Apista, sostiene che è possibile ricostruire il romanzo diogeneo almeno in parte in base a Luciano.

## Edizioni
- Photius, Bibliothèque, texte établi et traduit par R. Henry, tome II, Paris 1960 (Collection des Universités de France, G142)
- Antonio Diogene, Le meraviglie di là da Tule, trad. e note di R. Nuti, in Il romanzo antico greco e latino, a cura di Q. Cataudella, Milano 1958, pp. 17–28, 1369-1371 (prima edizione italiana novecentesca del riassunto di Fozio).
- Antonio Diogene, Le incredibili avventure al di là di Tule, Palermo 1990, a cura di M. Fusillo (testo greco a fronte).
- Tutti i frammenti sono pubblicati in S. Stephens-J. Winkler, Ancient Greek novels: the fragments, Princeton 1995, pp. 101–178.
- Antonio Diogene, Le incredibili avventure al di là di Thule, a cura di R. Sevieri, Milano 2013 (Saturnalia, 30).
- Carlo Gallavotti, Frammento di Antonio Diogene?, in Studi Italiani di Filologia Classica, vol. 8, 1990,  pp. 247-257.